# سيروس أموزغار
سيروس أموزغار (بالفارسية: سیروس آموزگار)؛ (1934 - 2 نوفمبر 2021)، هو صحفي ومؤلف وسياسي إيراني. شغل منصب وزير الإعلام والسياحة بالوكالة، حيث أشرف على البث الإذاعي والتلفزيوني الوطني ، والمنافذ الصحفية، من أواخر عام 1978 إلى 11 فبراير 1979، في حكومة رئيس الوزراء شابور بختيار.